# Kamoliddin Taschijew
Kamoliddin Taschijew (kirgisisch Камолиддин Ташиев; * 9. Februar 2000 in Kirgisistan) ist ein kirgisischer Fußballspieler.

## Karriere
Kamoliddin Taschijew erlernte das Fußballspielen bei Abdish-Ata Kant in Kant in Kirgisistan. Hier stand er bis Ende 2019 unter Vertrag. 2020 wechselte er nach Singapur. Hier schloss er sich Geylang International an. Der Verein spielte in der ersten Liga, der Singapore Premier League. Sein Ligadabüt gab er am 29. Februar 2020 im Spiel gegen Albirex Niigata (Singapur). Für Geylang absolvierte er fünf Spiele in der ersten Liga. Im Februar 2021 kehrte er zu seinem ehemaligen Verein Abdish-Ata Kant nach Kirgistan zurück.